# Chlorophorus pelleteri
Chlorophorus pelleteri is een keversoort uit de familie van de boktorren (Cerambycidae). De wetenschappelijke naam van de soort werd voor het eerst geldig gepubliceerd in 1841 door Castelnau & Gory.